# Maimie McCoy
Mary "Maimie" McCoy, född 1980 i Yorkshire, är en skådespelerska från Storbritannien.

## Filmografi
- Minotaur (2006)
- Romance (2006)
- Oh, Simone (2007), kortfilm av Stuart Gatt.
- Virgin Territory (2007)
- The Boat People (2007)
- Domestics (2008)
- The Musketeers (2014–
- London Kills (2019–